# Houlbec-près-le-Gros-Theil
Houlbec-près-le-Gros-Theil foi uma antiga comuna francesa na região administrativa da Normandia, no departamento de Eure. Estendia-se por uma área de 2,55 km². Em 2010 a comuna tinha 119 habitantes (densidade: 46,7 hab./km²).
Em 1 de janeiro de 2017, passou a formar parte da nova comuna de Les Monts du Roumois.